# John Jones (abolicionista)
Vista da sepultura.
John Jones (1816 - 27 de maio de 1879) foi um abolicionista, empresário, líder dos direitos civis e filantropo americano.
Jones nasceu na Carolina do Norte e mais tarde morou no Tennessee. Chegando a Chicago com três dólares em ativos em 1845, Jones tornou-se uma figura afro-americana importante no início da história de Chicago. Ele liderou uma campanha para acabar com os Códigos Negros de Illinois e foi o primeiro afro-americano a conquistar um cargo público no estado. Ele foi o primeiro homem negro no estado de Illinois a servir em um grande júri em 1870, tornou-se tabelião em 1871 e no mesmo ano foi eleito para a Comissão do Condado de Cook. Ele também se tornou um dos homens mais ricos de Chicago por meio de seu bem-sucedido negócio de alfaiataria.